# My Fingers Do the Talkin'
Albums de Jerry Lee Lewis
The Survivors Live
(1982) I Am What I Am
(1984)
My Fingers Do the Talkin' est un album de Jerry Lee Lewis, enregistré sous le label MCA Records et sorti en 1983,.

## Liste des chansons
1. My Fingers Do the Talkin' (Bob Moore (en)/ Bill Taylor)
2. She Sure Makes Leavin' Look Easy
3. Why You Been Gone So Long (Mickey Newbury)
4. She Sings Amazing Grace (Dorsey Burnette)
5. Better Not Look Down (Will Jennings / Joe Sample)
6. Honky Tonk Rock'n Roll Piano Man
7. Come as You Were (Paul Craft (en))
8. Circumstancial Evidence
9. Forever Forgiving (Mack Vickery (en))
10. Honky Tonk Heaven (Jerry Foster/Bill Rice)